# Yukta Mookhey
Yukta Mookhey (Bangalore, 7 oktober 1977) is een Indiaas burgeractivist en winnares van Miss World 1999. Ze is een voormalig Indiaas actrice die voornamelijk in Hindi films speelde.

## Biografie
Mookhey won de Femina Miss India titel en daaropvolgend werd ze gekroond tot Miss World 1999, wat haar de vierde vertegenwoordiger uit India maakt die de titel heeft gewonnen.
Na haar ambtstermijn als Miss World zette ze zich in voor verschillende sociale en charitatieve doelen. Ze heeft gewerkt voor de mensen die getroffen zijn door hiv/aids, borstkanker en thalassemie. Ze werkte samen met een NGO om jonge meisjes uit de sloppenwijken te begeleiden, hen aan te sporen tot zelfbeschouwing, hun behoeften te begrijpen en hen te helpen bewust te worden van hun lichaam, door middel van counseling. Ze heeft zich uitgesproken tegen illegale kinderarbeid die wordt uitgevoerd in de vuurwerkindustrie in India, wat een overtreding is volgens de Indiase wet. Ze heeft ook de mensen met een gehoorbeperking uit het lage inkomenssegment geholpen. Mookhey is ook een milieuactivist, en heeft deelgenomen aan verschillende schoonmaakcampagnes en sociale bewegingen om ontbossing te voorkomen.
Mookhey betrad de filmindustrie in 2001 met de Tamil-film Poovellam Un Vasam, waarin ze in een nummer verscheen met de titel "Yukta Mookhey". Ze maakte haar Hindi filmdebuut als hoofdrolspeelster met Pyaasa in 2002.

## Filmografie

### Films
| Jaar | Film                        | Rol                | Opmerking                                                     |
| ---- | --------------------------- | ------------------ | ------------------------------------------------------------- |
| 2001 | Poovellam Un Vasam          |                    | Tamil film, in nummer "Yukta Mookhey"                         |
| 2002 | Pyaasa                      | Sheetal            | Hindi film                                                    |
| 2006 | Katputtli                   | Anju               |                                                               |
| 2006 | Love In Japan               |                    | in nummer "Dilbar Dil Se Pyare"                               |
| 2007 | Kab Kahaba Tu I Love You    |                    | Bhojpuri film, in nummer "Daadhi Gadaave Dadhiyalla Balamuva" |
| 2008 | Memsahab - Lost In A Mirage | Anjali             |                                                               |
| 2019 | Good Newwz                  | IVF-centrumpatiënt |                                                               |

### Televisie
| Jaar | Evenement                             | Rol                    |
| ---- | ------------------------------------- | ---------------------- |
| 1999 | Femina Miss India 1999                | deelneemster/ winnares |
| 1999 | Miss World 1999                       | deelneemster/ winnares |
| 2000 | International Indian Film Awards 2000 | presentatrice          |
| 2000 | Miss World 2000                       | regerende Miss World   |